# 愛知県道78号安城幸田線
愛知県道78号安城幸田線（あいちけんどう78ごう あんじょうこうたせん）は、愛知県安城市から同県額田郡幸田町に至る主要地方道である。

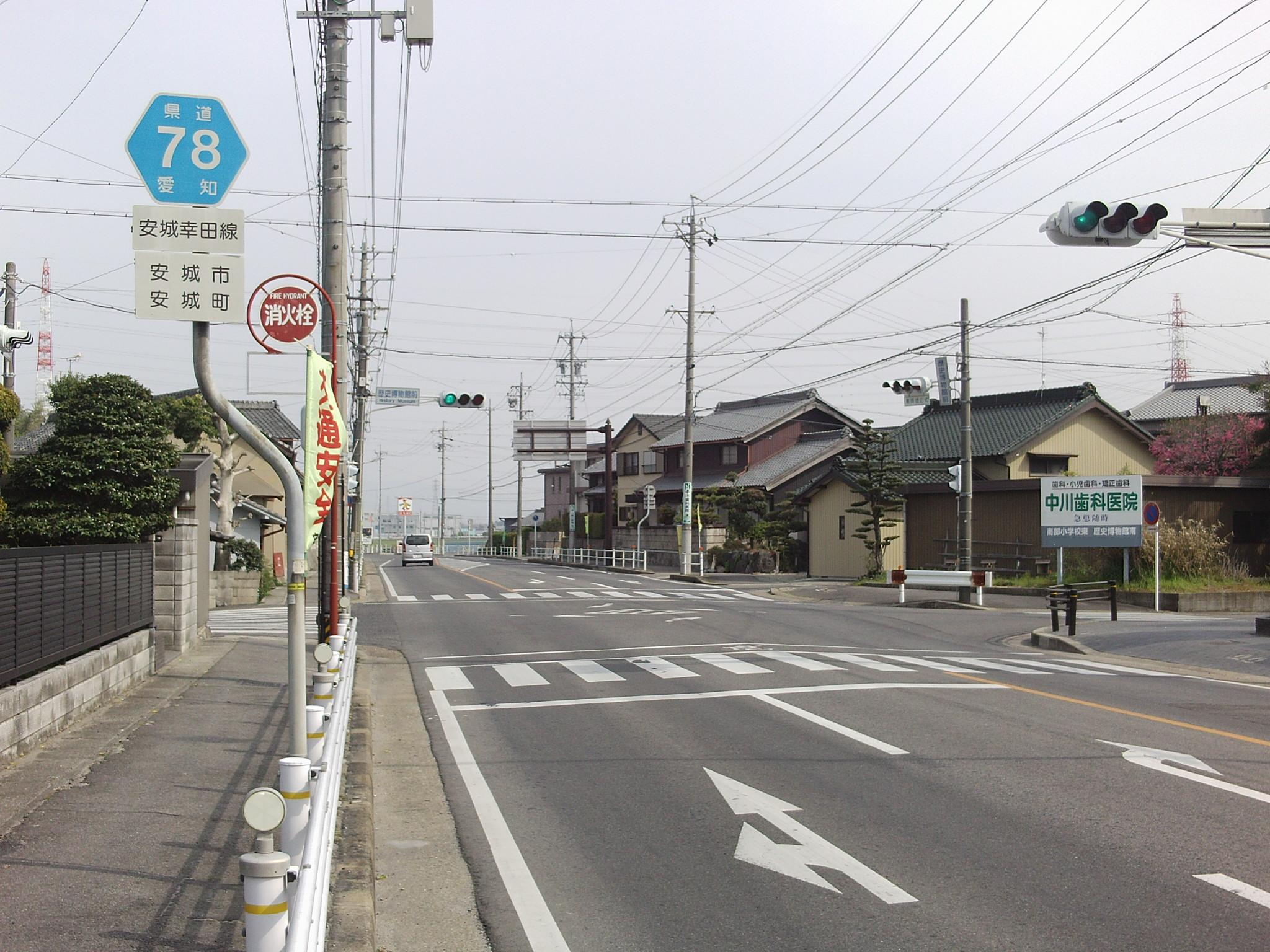
起点（安城市安城町）

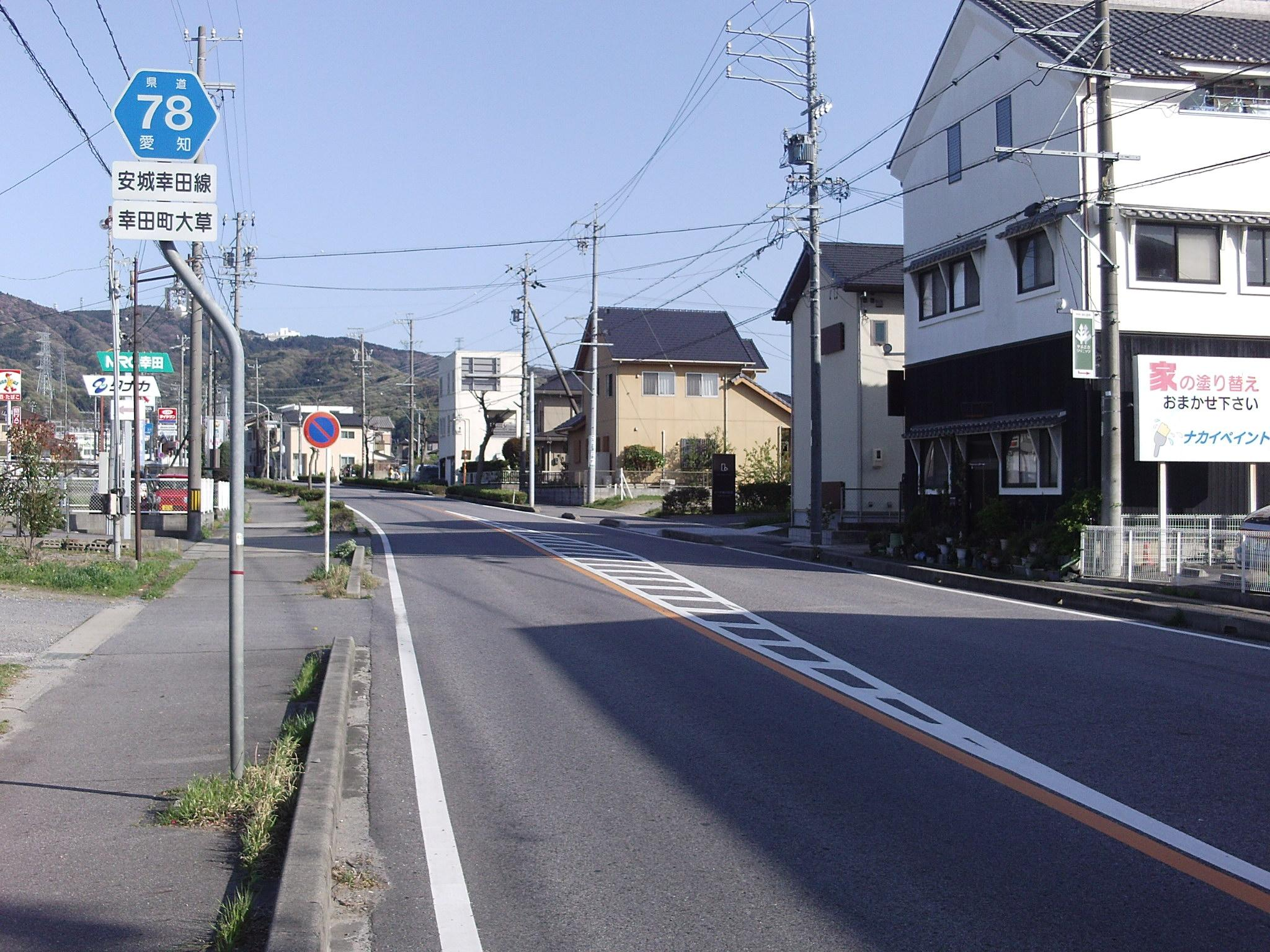
終点（額田郡幸田町大草）

## 概要

### 路線データ
- 起点：愛知県安城市（愛知県道48号岡崎刈谷線交点）
- 終点：愛知県額田郡幸田町（国道248号交点）

## 沿革
- 1959年12月15日 認定

## 通過する自治体
- 愛知県
  - 安城市 - 岡崎市 - 額田郡幸田町

## 接続する道路
- 愛知県道48号岡崎刈谷線（安城町清水交差点）
- 岡崎街道：愛知県道44号岡崎西尾線（河野町西交差点）
- 愛知県道293号桜井岡崎線（美矢井橋西交差点 - 土井町柳ヶ坪交差点で重複）
- 愛知県道479号熊味岡崎線（土井町柳ヶ坪交差点、奥屋敷交差点）
- 土呂西尾道：愛知県道43号岡崎碧南線（高須北交差点）
- 愛知県道327号市場福岡線（下高須交差点）
- 愛知県道483号岡崎幸田線（大草広野交差点）
- 国道248号・愛知県道324号生平幸田線（大草交差点）